# Olios galapagoensis
Olios galapagoensis är en spindelart som beskrevs av Banks 1902. Olios galapagoensis ingår i släktet Olios och familjen jättekrabbspindlar. Inga underarter finns listade i Catalogue of Life.